# Флаг президента Украины
Флаг (штандарт) Президента Украины — это синее квадратное полотнище с изображением в центре золотого Знака Княжеского Государства Владимира Великого (Государственный герб Украины). Полотнище обрамлено золотыми наличниками и украшено золотой бахромой. Ротище знамени (штандарта) Президента Украины деревянное, верхушка ратища имеет форму шара из оникса, украшенного рельефным накладным орнаментом из жёлтого металла. Штандарт является символом президентской власти. Он присутствует на официальных встречах и мероприятиях, где задействован Президент Украины.

## История
В Украине до 1999 года символом президентской власти был только штандарт главы государства. До 1999 он имел скромное полотнище, но более красивый черенок.
Новое двустороннее шёлковое полотно было вышито на специальном оборудовании, позволяющем достичь уникальных эффектов. Например, на одной стороне штандарта нанесено более миллиона стежков нитью двух оттенков — красного и жёлтого золота. А вышитый трезубец, благодаря использованию специальной подкладки, получился объемным. По такой же технологии сделаны и флаги королевы Великобритании, президентов США и Франции.
Существует также проект флага Президента Украины, впервые был использован во время инаугурации 2014 года.